# Werner Werenskiold

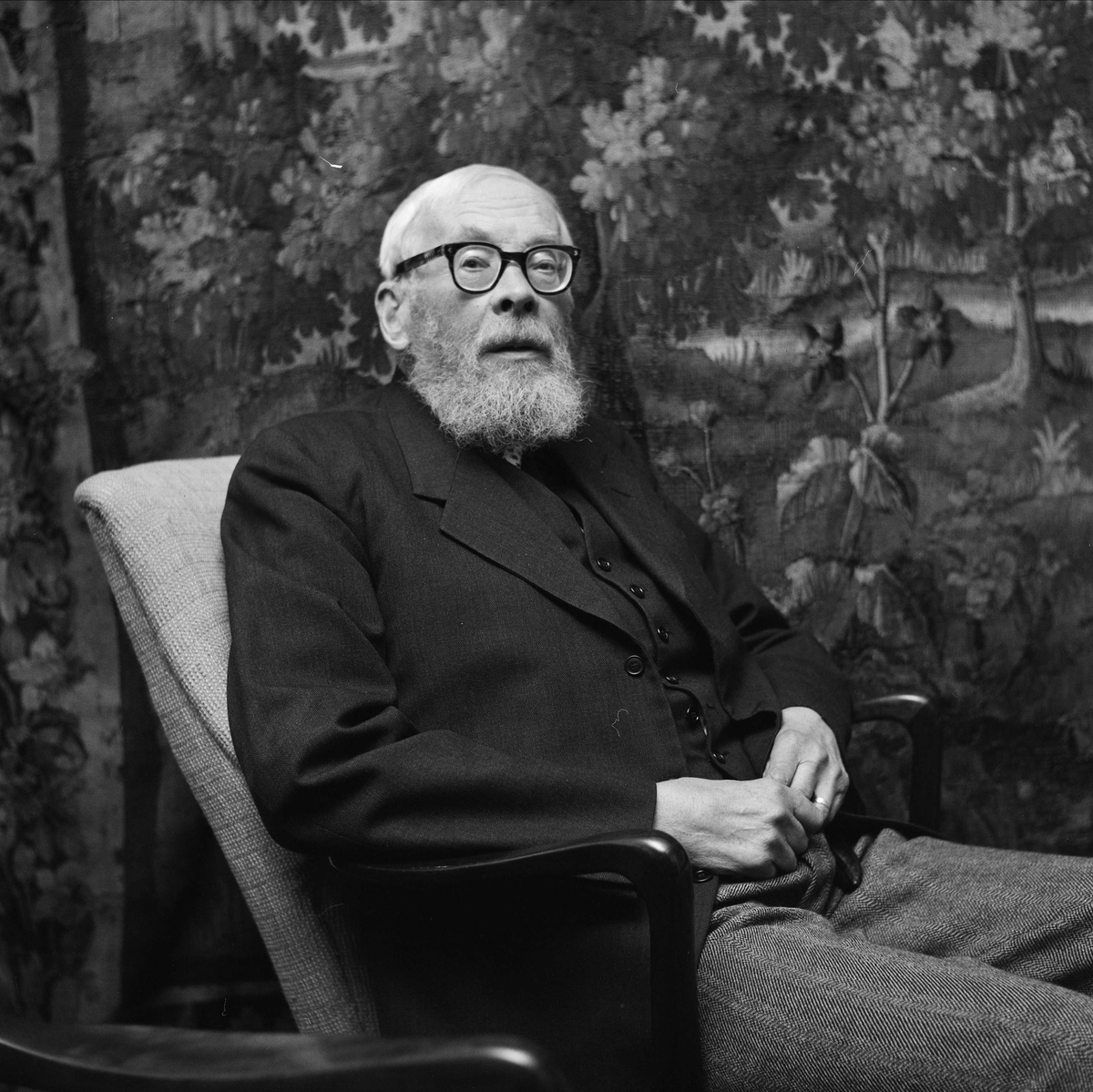
Werner Werenskiold (1958)

Werner Werenskiold (* 28. April 1883 in Paris, Frankreich; † 2. August 1961 in Bærum, Norwegen) war ein norwegischer Geologe, Geograph und Professor an der Universität Oslo.

## Leben
Werner Werenskiold wurde im April 1883 in Paris geboren. Seine Eltern waren der Maler und Zeichner Erik Werenskiold (1855–1938) und seine Mutter Sophie Marie Stoltenberg Thomesen (1849–1926). Er hatte einen jüngeren Bruder Dagfin Werenskiold (1892–1977), der Maler und Bildhauer wurde. Die Familie zog gemeinsam nach Lysaker, wo er auf dem Bauernhof Solberg aufwuchs. Nach seinem Schulabschluss an der lateinischen Privatschule Aars og Voss in Oslo im Jahre 1901, begann er an der Universität Oslo ein Studium der Wissenschaft. 
1907 nahm er an einer mathematischen und wissenschaftlichen Prüfung teil. Daraufhin wurde er zum König Oskar II. gerufen. Während seines Studiums reiste er ab 1904 jeden Sommer mit der Geological Survey Norwegen (NGU). Seine Forschungen zum Grundgestein in Norwegen führten dazu, dass man eine neue Karte mit den Fundamenten Südnorwegens anfertigte. Von 1907 bis 1917 war er der Assistent und untersuchte großräumig in Oslo Fundamente und in Bamble. Während dieser Zeit untersuchte er ebenfalls das Gudbrandsdalen, das längste Tal in Norwegen. 
Von 1910 bis 1915 war er Forschungsstipendiat, 1915 bis 1925 war er Dozent und schließlich von 1925 bis 1953 mit Aksel Arstal (1855–1940) Professor in Geographie an der Universität in Oslo. Nachdem Werenskiold viele Jahre an Forschungen zu Gesteinen teilnahm, veränderte sich sein Interesse, sodass er von 1917 bis 1924 jedes Jahr einige Sommermonate damit verbrachte, Karten von Gletschern anzufertigen. Vorzugsweise kartierte er Gletscher in Jotunheimen. Im Jahre 1924 beschrieb er in einer meteorologischen Arbeit die Windverhältnisse auf dem Nordpazifik. Während seiner Zeit als Dozent distanzierte er sich von der Geographie und unterrichtete mehr Geophysik und verstärkt Mathematik. 
Werenskiold war Mitglied in der Norwegischen Akademie der Wissenschaften ab dem Jahr 1926 und Ehrenmitglied in der Internationalen Union für Geodäsie und Geophysiker. 1942 bekamen Werner Werenskiold und seine Frau eine Tochter, Marit Werenskiod. Er starb im August 1961, etwa zwei Wochen nach einem Straßenverkehrsunfall mit einem Auto in Lysaker. 
Auf der Insel Hopen in Spitzbergen ist der Berg Werenskioldfjellet nach ihm benannt. Gleiches gilt für die Landspitze Werenskiold Bastion in der Antarktis.

## Bibliographie (Auswahl)
- Geologische Karte zwischen Sætersdalen und Ringerike, Norges geologiske undersøkelse, Nummer 66, 1912[4]
- Norges geologiske undersøkelse, Nummer 70, Seiten 13–35, 1914
- Norges fysiske og økonomiske geografi, Ausgabe 8, 1936